# Piłsudski-Hügel

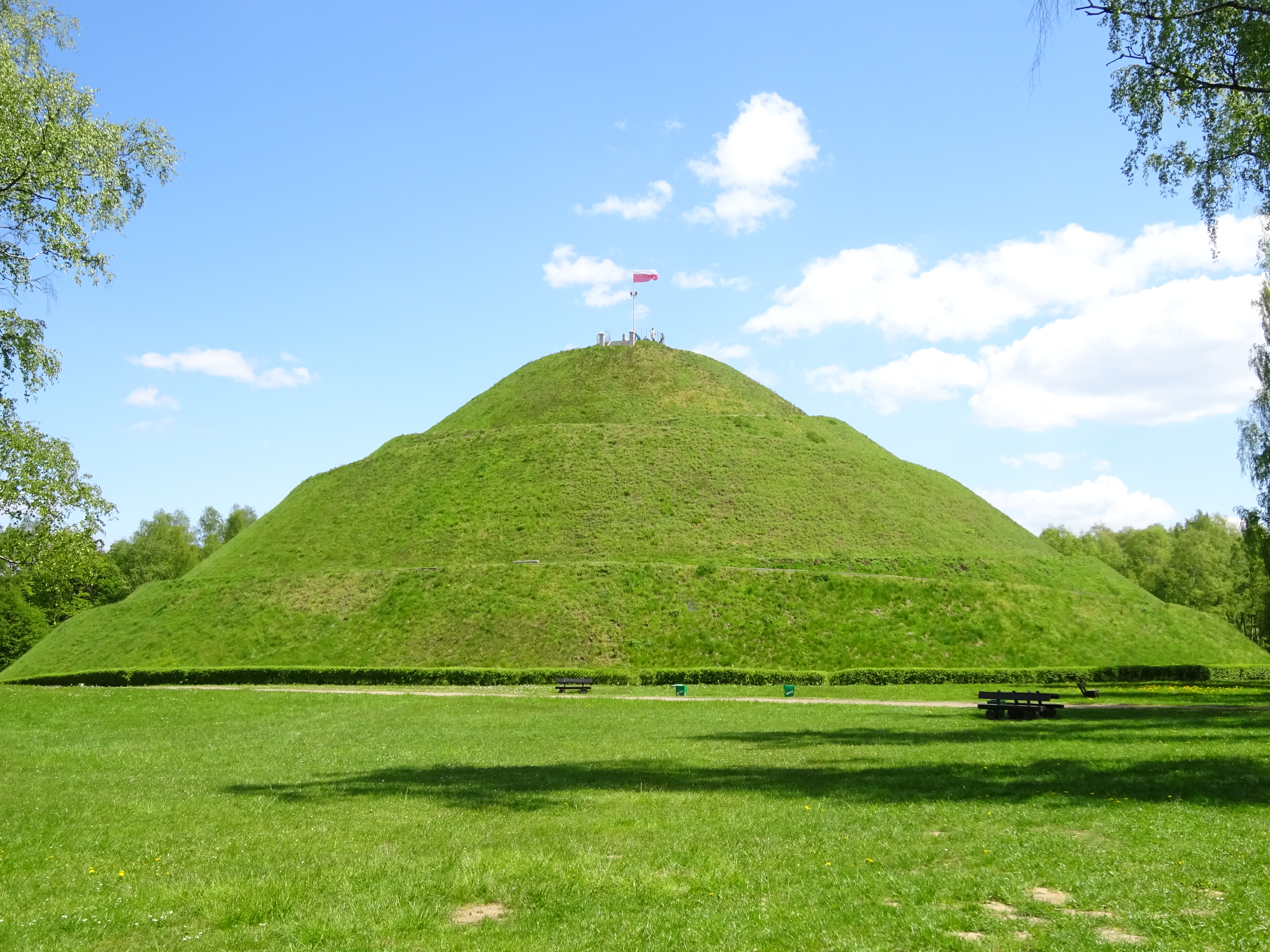
Piłsudski-Hügel

Der Piłsudski-Hügel (polnisch Kopiec Piłsudskiego) in Krakau wurde 1934–1937 zu Ehren des polnischen Nationalhelden Marschall Józef Piłsudski aufgeschüttet. Er befindet sich im Wolski-Wald im Westen der Stadt. Seine Höhe misst 35 Meter und sein Durchmesser 111 Meter. Er liegt auf dem 358 Meter hohen Berg Sowiniec, seine Spitze befindet sich also 393,6 Meter ü. d. Kronstädter Pegel. Von ihm bietet sich ein weiterer Rundblick ins Umland bis zur Hohen Tatra im Süden.

## Geschichte
Der Bau des Hügels begann am 20. Jahrestag des Marsches der Legionen Piłsudskis aus Krakau in das russische Reich zu Beginn des Ersten Weltkriegs. Nach dem Tod des Marschalls wurde beschlossen, den Hügel nach ihm zu benennen. Im Jahr 1941 ordnete Hans Frank die Zerstörung des Hügels an. Die Ausführung des Befehls scheiterte jedoch. Die Stalinisten versuchten ebenfalls, den Hügel zu beseitigen. 1953 wurde der Hügel durch Panzer beschädigt. Ab den 1980er Jahren wurde er allerdings wieder restauriert.

## Rundblick

Blick auf die Tatra

Blick auf Krakau

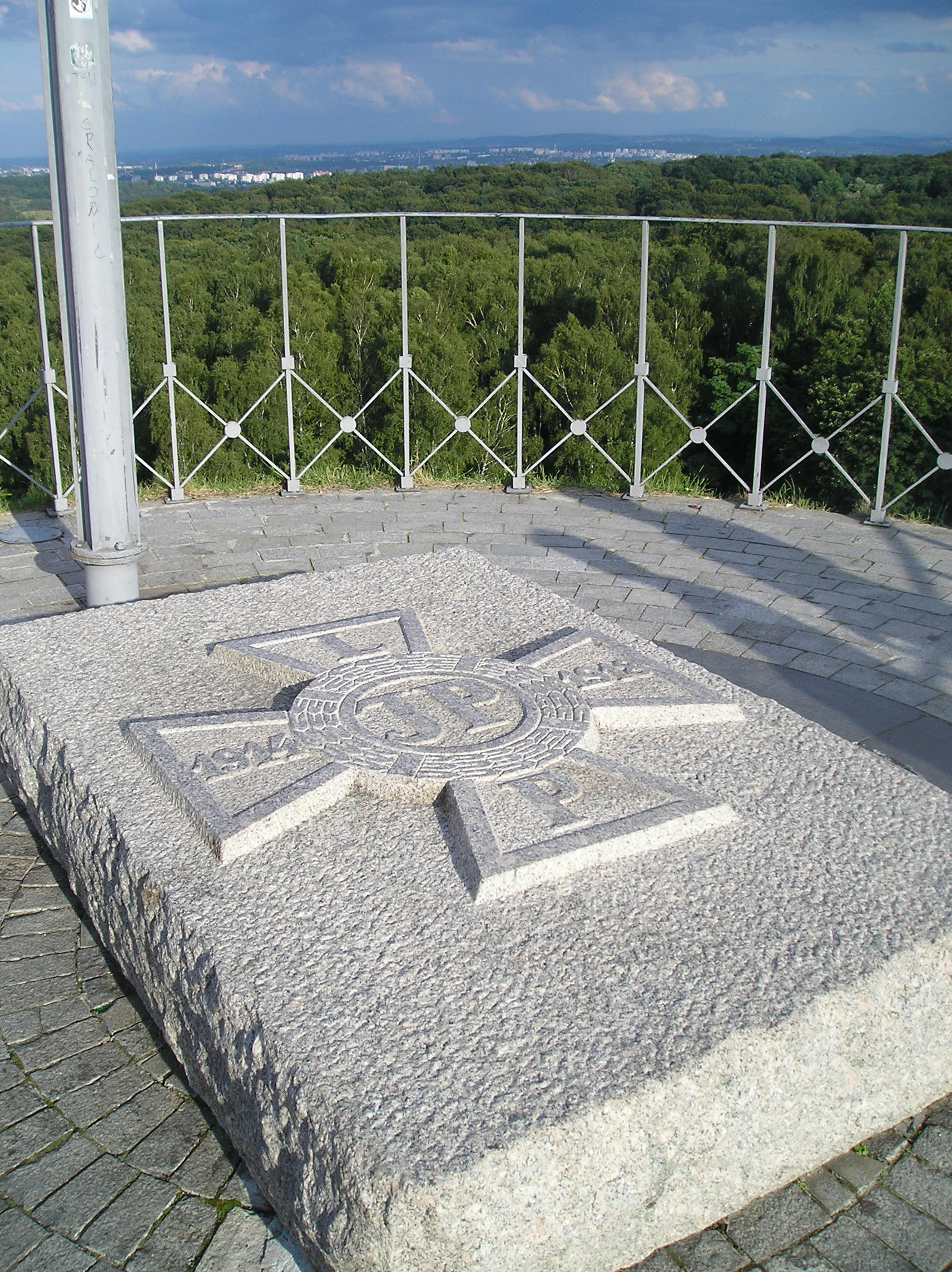
Gipfel
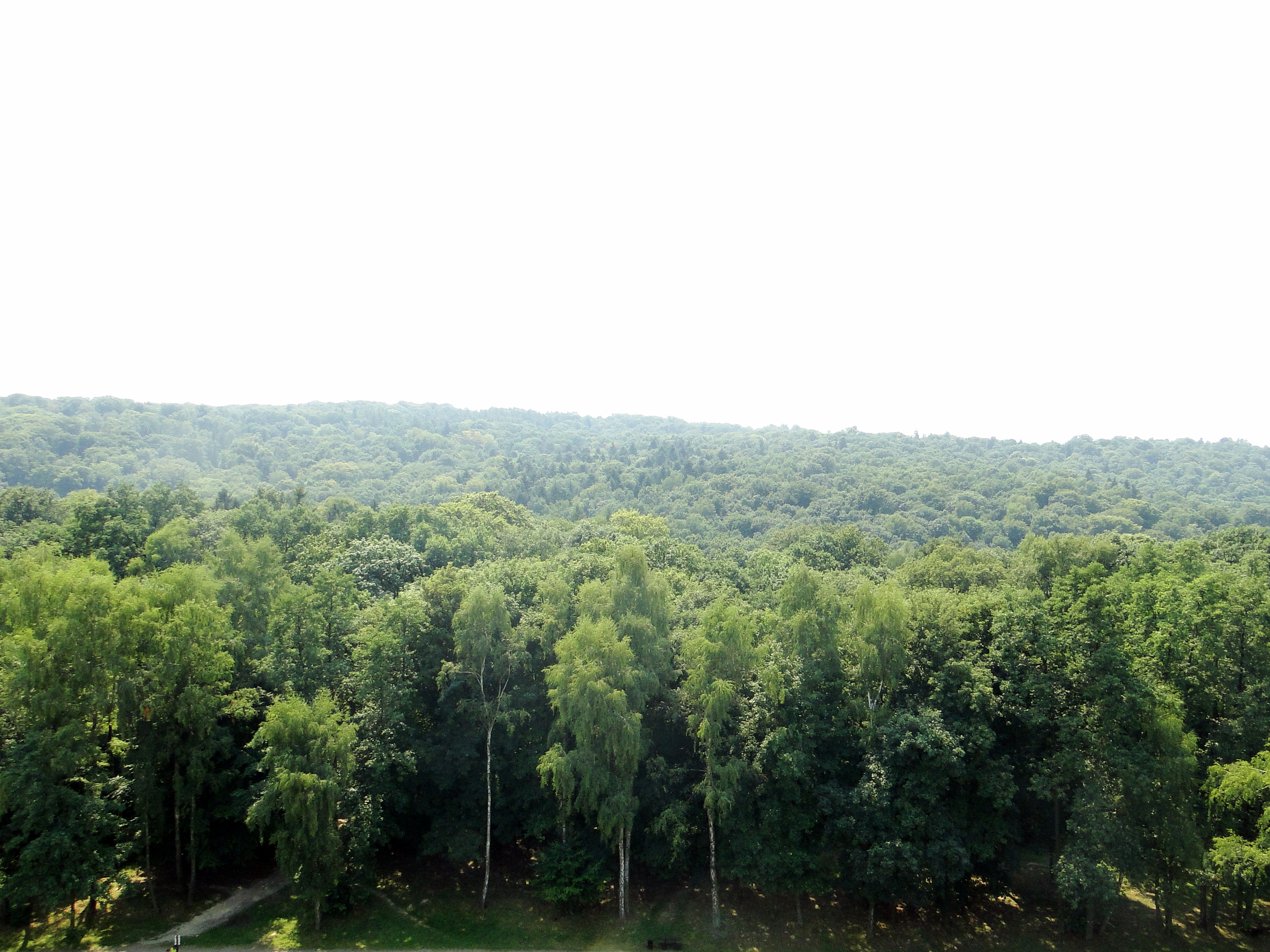
Wolski-Wald
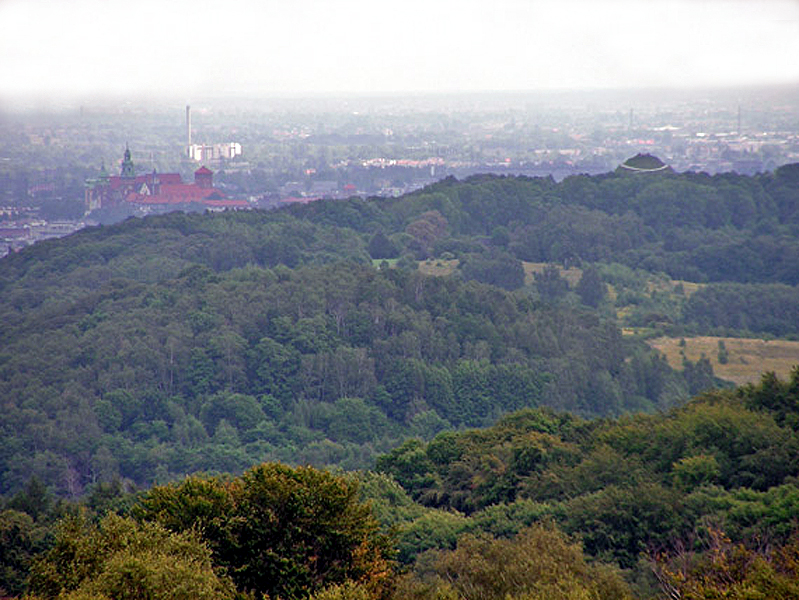
Blick nach Osten
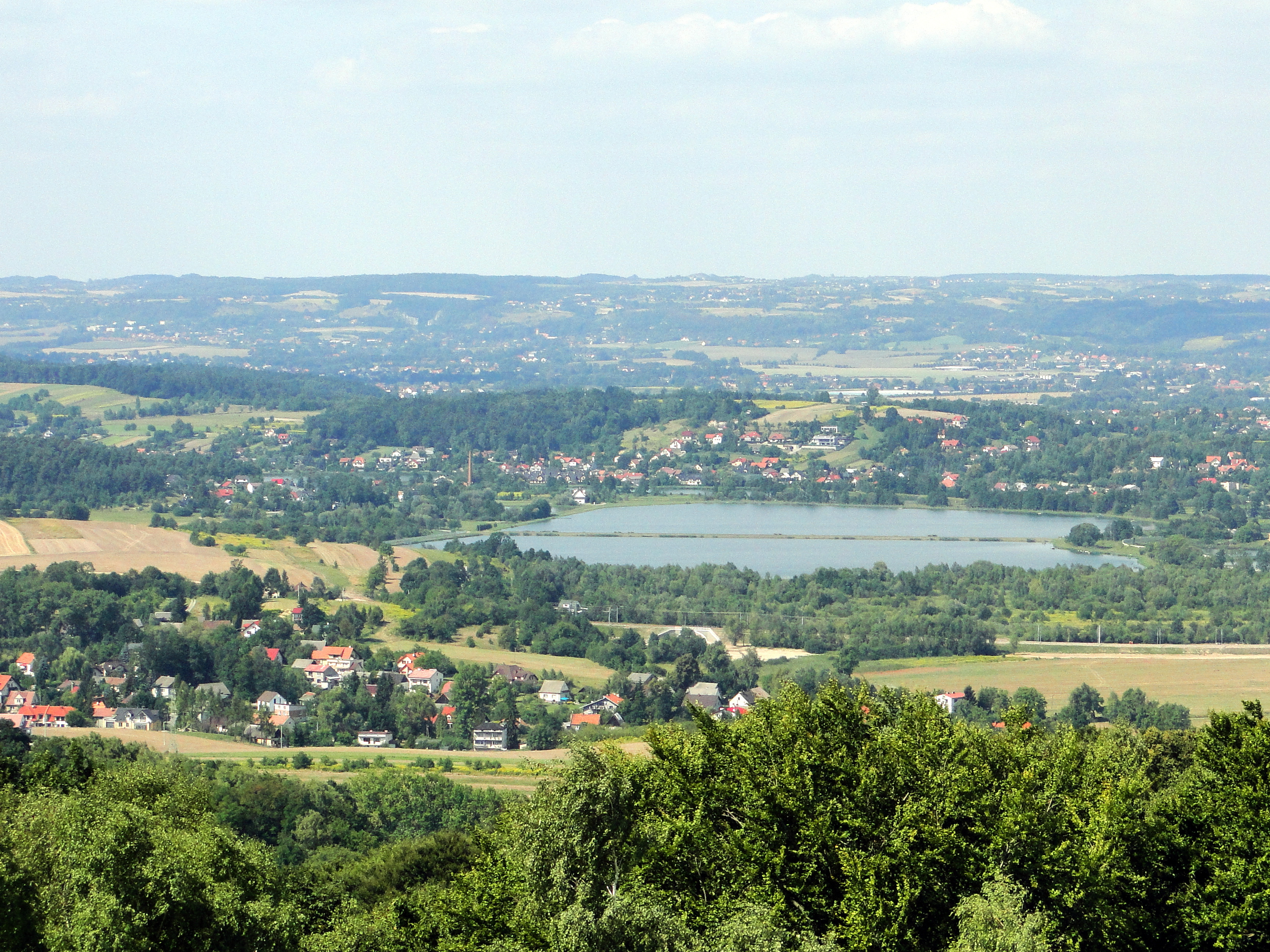
Blick nach Westen
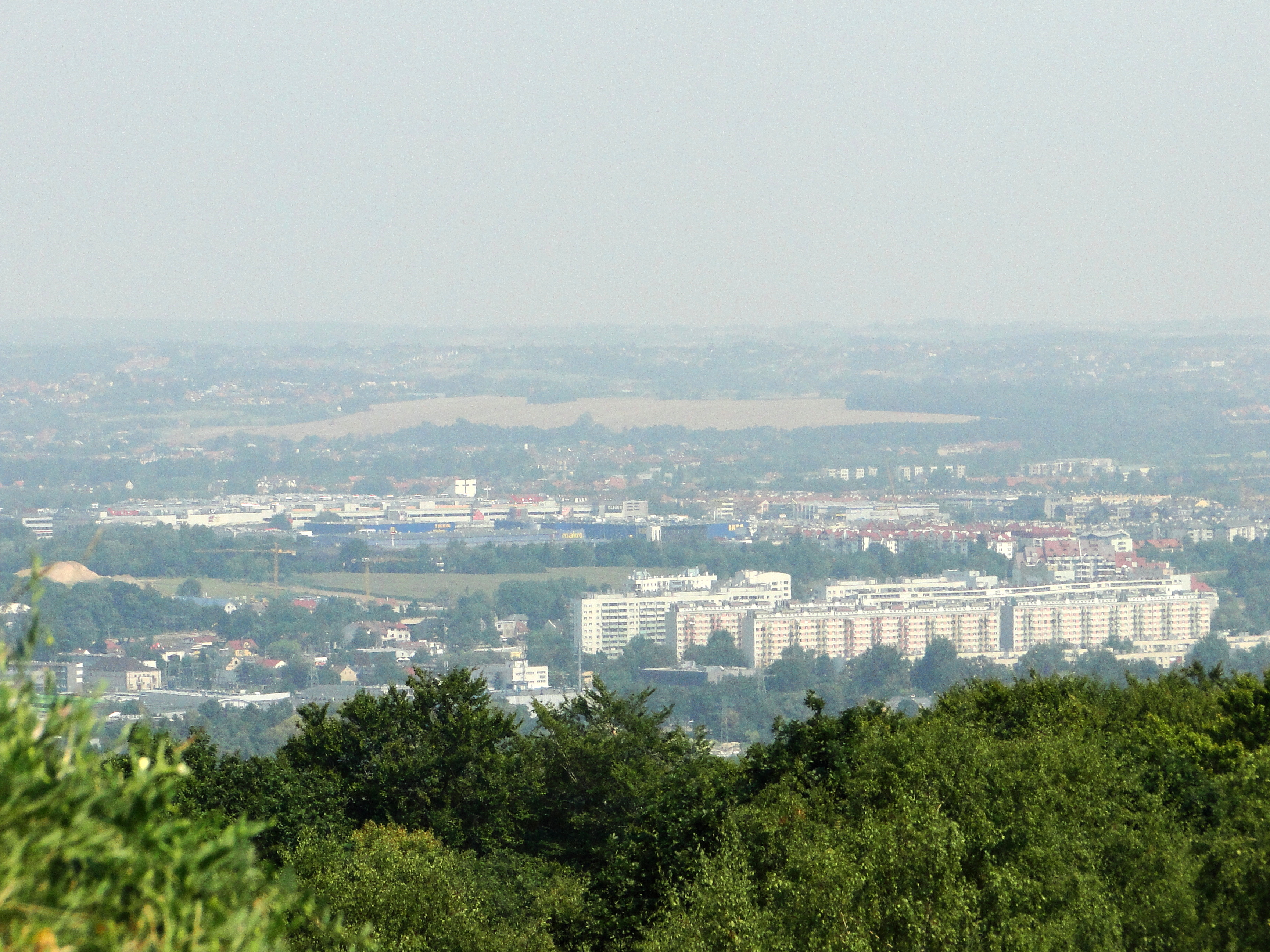
Blick nach Norden
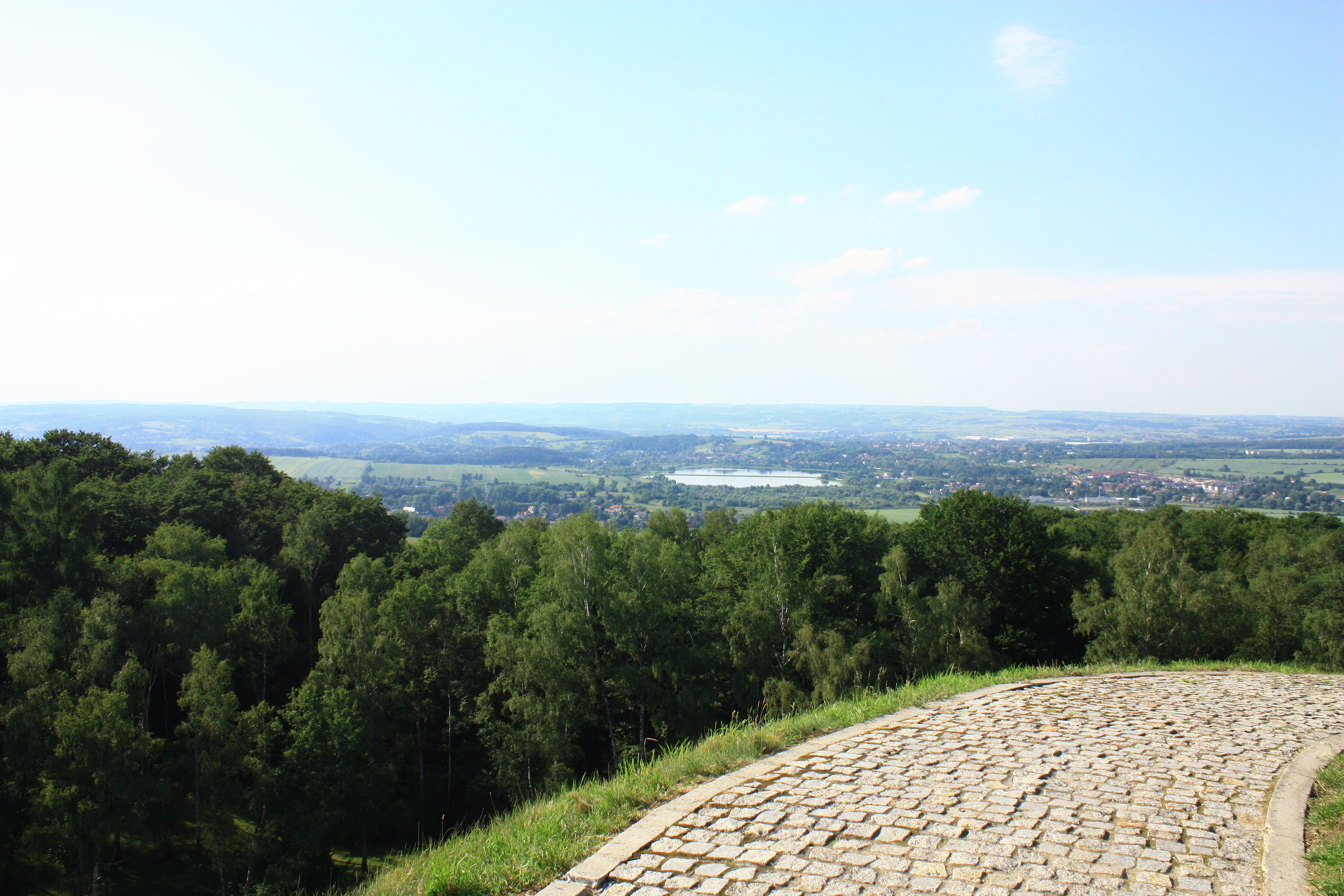
Blick nach Süden
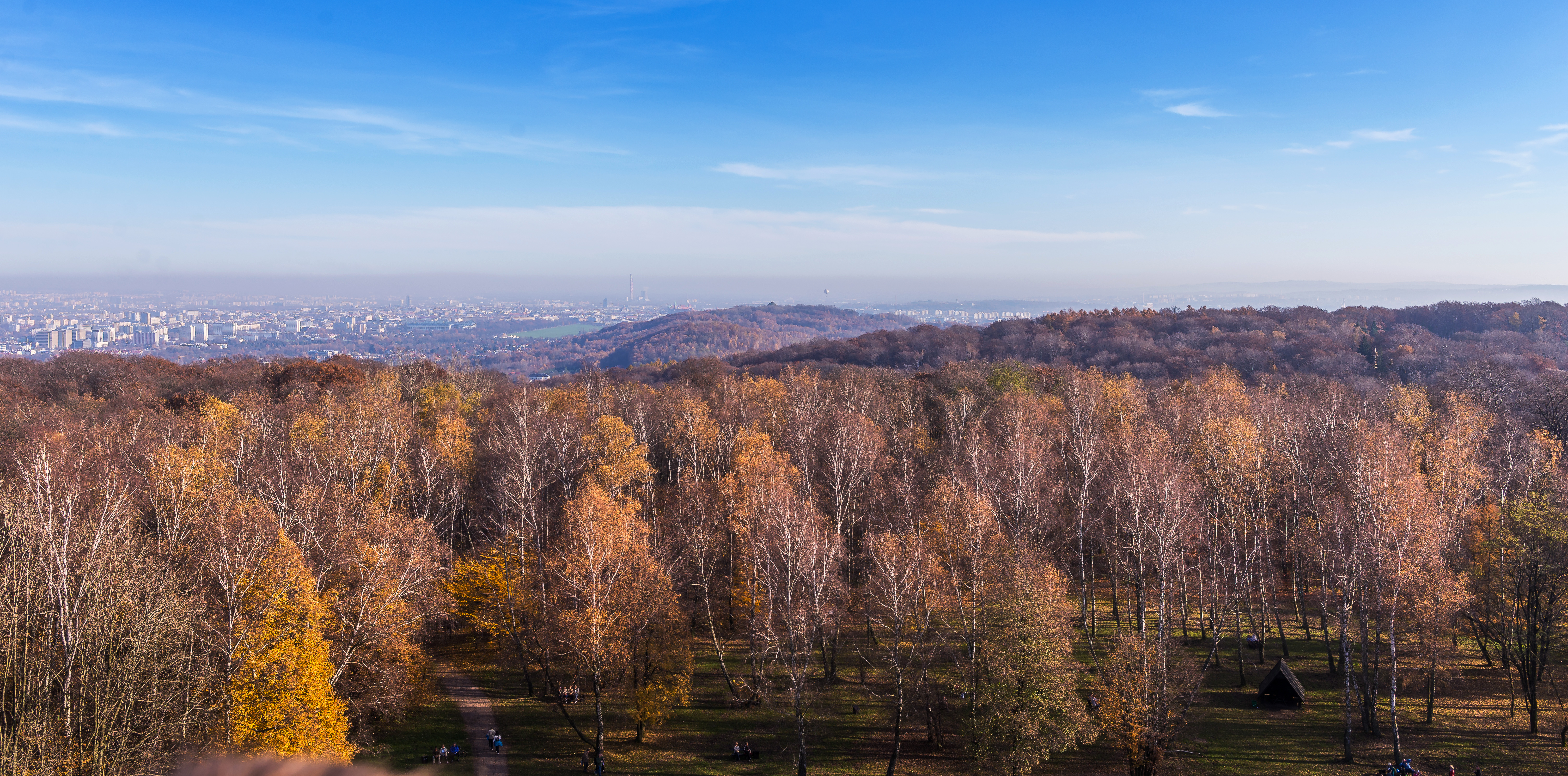
Wolski-Wald